# Amazonides
Amazonides is een geslacht van vlinders van de familie Uilen (Noctuidae), uit de onderfamilie Noctuinae.

## Soorten
- A. aleuca Prout, ????
- A. ascia Fletcher D. S., 1961
- A. asciodes Berio, 1972
- A. atrisigna (Hampson, 1911)
- A. atrisignoides Laporte, 1974
- A. aulombardi Hacker & Legrain, 2002
- A. axyliaesimilis (Berio, 1939)
- A. babaulti Laporte, 1984
- A. basalis Berio, 1978
- A. berioi Laporte, 1984
- A. berliozi Laporte, 1974
- A. bioculata Berio, 1974
- A. confluxa (Saalmüller, 1891)
- A. corrupta (Guenée, 1852)
- A. dividens (Walker, 1857)
- A. dubiomeodes Laporte, 1977
- A. dubium Berio, 1939
- A. ecstrigata (Hampson, 1903)
- A. elaeopis (Hampson, 1907)
- A. epipyria (Hampson, 1903)
- A. ezanai Laporte, 1984
- A. fumicolor (Hampson, 1902)
- A. fumigera Laporte, 1977
- A. fuscirufa (Hampson, 1903)
- A. georgyi Laporte, 1984
- A. griseofusca (Hampson, 1913)
- A. ikondae Berio, 1972
- A. intermedia Berio, 1972
- A. invertita Berio, 1962

- A. isopleuroides Berio, 1966
- A. jouanini Laporte, 1975
- A. koffoleense Laporte, 1977
- A. laheuderiae Laporte, 1984
- A. menieri Laporte, 1974
- A. nigra Berio, 1962
- A. nigroides Berio, 1972
- A. perspicua Berio, 1974
- A. perstriata (Berio, 1972)
- A. pseudasciodes Berio, 1976
- A. pseudoberliozi Rougeot & Laporte, 1983
- A. putrefacta (Guenée, 1852)
- A. rubra Berio, 1976
- A. rufescens (Hampson, 1913)
- A. ruficeps (Hampson, 1903)
- A. rufomixta (Hampson, 1903)
- A. rufulana Laporte, 1973
- A. tabida (Guenée, 1852)
- A. ungemachi Laporte, 1984
- A. ustula (Hampson, 1913)
- A. zarajakobi Laporte, 1984